# Dyveln, Östergötland
Dyveln är en sjö i Åtvidabergs kommun i Östergötland och ingår i Söderköpingsåns huvudavrinningsområde. Sjöns area är 0,0335 kvadratkilometer och den är belägen 62,7 meter över havet.